# Mons Herodotus

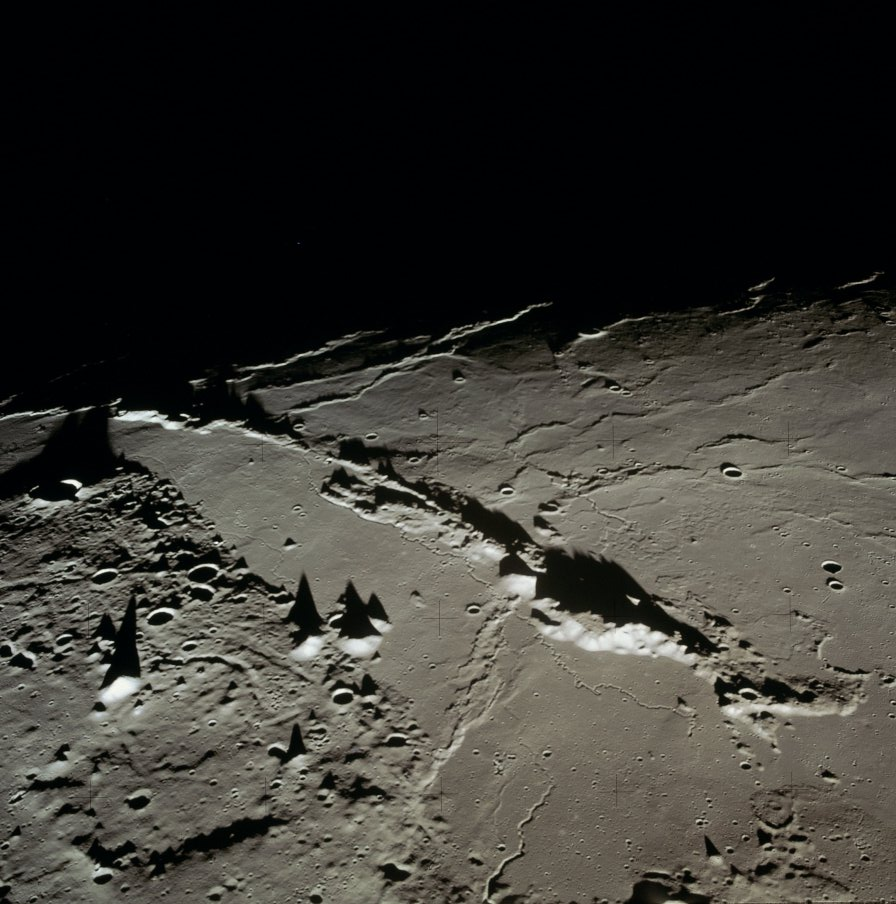
Pásmo Montes Agricola (uprostřed). Hora Mons Herodotus se nachází v pravém dolním rohu (osamocená světlá ploška, která vrhá dlouhý stín).

Mons Herodotus je hora v blízkosti horského pásma Montes Agricola severovýchodně od kráteru Raman na přivrácené straně Měsíce. Průměr základny je cca 5 km, střední selenografické souřadnice jsou 27,5° S, 52,9° Z, pojmenována je podle lávou zatopeného kráteru Herodotus (ten podle řeckého historika Hérodota).
Jihovýchodně se vine údolí Vallis Schröteri, východně lze nalézt zlom Rupes Toscanelli.